# Ramuntxo Camblong
Ramuntxo Camblong (Macaye, 11 de noviembre de 1940-12 de noviembre de 2021) fue un político francés de ideología nacionalista vasca. Fue durante muchos años el presidente del órgano territorial del Partido Nacionalista Vasco (en el que ingresó en 1997, procedente de Eusko Alkartasuna) en el País Vasco francés, el Ipar Buru Batzar y, por tanto, miembro del Euzkadi Buru Batzar.

## Biografía
Ingeniero electrónico formado en París y en Angers, fue profesor de electrónica, matemáticas y física en el "Lycée technique" de Hasparren, de 1966 a 1975. En 1969, fue cofundador de Seaska, la federación de ikastolas del País Vasco francés.

## Trayectoria
Fue uno de los impulsores del movimiento cooperativista en el País Vasco francés, siguiendo el modelo de Mondragón Corporación Cooperativa. En 1974 creó una asociación para fomentar el cooperativismo, Partzuer, y de 1986 a 1996 fue presidente de la Asociación de Cooperativas de Aquitania. Como director de la cooperativa Copelec, fue consejero electo de la Cámara de Comercio de Bayona, miembro del Consejo de Desarrollo del País Vasco, así como del Consejo Económico y Social de Aquitania. 
Como miembro del Partido Nacionalista Vasco, formando parte de la lista mayoritaria, fue concejal del ayuntamiento de Anglet entre 2001 y 2008

## Publicaciones
Es autor de numerosas colaboraciones sobre la situación económica del País Vasco francés en publicaciones como Enbata, Herria, Egia y Jakin, y autor del ensayo económico Gure ekonomiaren hiru pundu. Ha sido presidente de Euskal Kultur Erakundea (EKE), asociación que aglutina a las organizaciones culturales vascas del País Vasco francés. Es académico correspondiente de la Real Academia de la Lengua Vasca (Euskaltzaindia), y patrono de la Fundación Sabino Arana.
Debido a su postura contra la violencia sufrió diversos ataques.
| Predecesor: Iñaki Ibarzola | Presidente del Ipar Buru Batzar 2004–2008 | Sucesor: Claire Noblia |